# Próculo Verginio Tricosto Rútilo
Próculo Verginio Tricosto Rútilo  fue un político y militar romano, cónsul en 486 a. C. junto con Espurio Casio Vecelino. Fue el padre de Tito Verginio Tricosto Rútilo (cónsul en 479 a. C.) y de Aulo Verginio Tricosto Rútilo (cónsul en 476 a. C.).
Próculo Verginio y Espurio Casio marcharon contra los ecuos, pero, debido a que no hubo enfrentamiento, regresaron a Roma.
Se opuso a la ley agraria promovida por su colega Espurio Casio, que debía decidir la repartición del territorio anexado después de la victoria sobre los hérnicos, y era partidario de una distribución equitativa entre los plebeyos y los aliados latinos, antes que poner ese territorio en el dominio público que ciertos patricios ocupaban abusivamente. Próculo Verginio fue apoyado en su oposición por una fracción de los patricios y por una parte del pueblo romano que no quería ofrecer nada a los aliados y el proyecto de la ley agraria de Espurio Casio fue rechazado. Además, su colega fue acusado de buscar apoyo en la plebe y los aliados para pretender ser rey. Tras abandonar el cargo, Espurio Casio fue condenado a muerte y ejecutado.